# (31675) 1999 JO10
1999 JO10 (asteroide 31675) é um asteroide da cintura principal. Possui uma excentricidade de 0.01957710 e uma inclinação de 13.13579º.
Este asteroide foi descoberto no dia 8 de maio de 1999 por CSS em Catalina.